# 劉升烈
劉升烈（韓語：유승렬；1893年—1968年）前大日本帝國陸軍及大韓民國陸軍軍人。最終軍階為日本軍大佐、韓國軍少將。韓戰開戰時的第3師師長。
創氏改名時取日本名江本烈。

## 生平
1893年、生於忠清南道。
1914年日本陸軍士官學校26期畢業。同期韓籍同學洪思翊、李應俊等，歴任第2次世界大戰終戰前日本軍大佐和新義州中學配屬軍官。
1948年、加入大韓民國國軍，任上校、護國軍第102旅旅長。
1950年4月、第3師師長，歴任慶州戒嚴司令官、釜山戒嚴司令官。
1949年5月、第2師師長。10月、第1師師長。
1956年6月升為少將。